# Europejskie Konsorcjum Badań Politycznych
Europejskie Konsorcjum Badań Politycznych (ang. European Consortium for Political Research, ECPR) – międzynarodowa organizacja naukowa.

## Charakterystyka
Powstała w 1970 roku przy Uniwersytecie Essex w Colchester, z inicjatywy Jeana Blondela (pierwszy dyrektor) i Steina Rokkana. W początkowych latach instytut finansowany był ze środków Fundacji Forda. ECPR reprezentuje wydziały uniwersytetów nauk społecznych i instytucje kształcące studentów studiów doktoranckich oraz naukowców zajmujących się badaniami i nauczaniem nauk politycznych na całym świecie. W 2022 roku przy instytucje afiliowanych było 350 członków instytucjonalnych z 50 krajów. Wśród jednostek zrzeszonych w ECPR są m.in.: SciencesPo w Paryżu, Uniwersytet Wiedeński, Uniwersytet Lozański, Uniwersytet Hebrajski w Jerozolimie, Australijski Uniwersytet Narodowy, Uniwersytet Kalifornijski w Berkeley, Uniwersytet Oksfordzki; w Polsce: Instytut Studiów Politycznych PAN, Uniwersytet Jagielloński, Uniwersytet Marii Curie-Skłodowskiej, Uniwersytet Wrocławski, SWPS. Mimo wydzielenia w 2009 roku poza strukturę uniwersytetu, siedzibą instytutu pozostaje Harbour House w najstarszym kampusie Uniwersytetu Essex w Colchester.